# Гейдек, Эдуард Александрович
Эдуард Александрович Гейдек (10 марта 1930, Изобильно-Тищенское, Северо-Кавказский край — 7 апреля 2009, Бийск, Алтайский край) — организатор производства, генеральный директор производственного объединения «Сибприбормаш» (1982—1997) Министерства машиностроения СССР, город Бийск Алтайского края. Герой Социалистического Труда (1986). Лауреат премии Совета министров СССР.

## Биография
Родился в 1930 году в рабочей семье в посёлке Изобильно-Тищенский Северо-Кавказского края. В 1941 году после начала Великой Отечественной войны вместе со своей семьёй эвакуировался из Ростова-на-Дону в село Красный Яр Алтайского края. В этом же селе окончил семилетнюю школу и позднее — среднюю школу в посёлке Шипуново. После школы поступил в Алтайский институт сельскохозяйственного производства, учёбу в котором оставил после второго курса. Работал механиком и старшим мастером Барнаульского котельного завода, инженером Барнаульского завода тяжёлых прессов и главным механиком Барнаульского кирпичного завода.
С 1957 года проживал в Бийске. Работал главным механиком Бийского кирпичного завода. В 1959 году был назначен начальником механического цеха Бийского комбината железобетонных изделий. С 1961 года трудился механиком, главным инженером специального конструкторского бюро на Бийском химическом комбинате.
В 1965 году окончил вечернее отделение Алтайского политехнического института (Бийский филиал) и в 1967 году — факультет организаторов производства Новосибирского университета.
С 1971 года — начальник специального конструкторско-технического бюро, заместитель директора по снабжению Сибирского приборостроительного завода, с 1978 года — директор этого завода и с 1982 года — генеральный директор производственного объединения «Сибприбормаш». Предприятие, которым руководил Эдуард Гейдек, выполняло заказы оборонного назначения и выпускало продукцию гражданского использования.
Указом Президиума Верховного Совета СССР от 7 августа 1986 года за выдающиеся заслуги в освоении производства новой продукции удостоен звания Героя Социалистического Труда с вручением ордена Ленина и золотой медали «Серп и Молот».
После выхода на пенсию проживал в городе Бийск, где скончался в 2009 году.
Память
Его именем названа одна из улиц в промышленном районе Бийска.

## Награды
- Герой Социалистического Труда — указом Президиума Верховного Совета СССР от 7 августа 1986 года
- Орден Ленина
- Орден «Знак Почёта»
- Орден Святого Владимира III степени[4]
- Почётный гражданин города Бийска (1999)[5]